# Ammophila bechuana
Ammophila bechuana es una especie de avispa del género Ammophila, familia Sphecidae.

## Taxonomía
Fue descrito por primera vez en 1929 por R. Turner. 